# كارولين سامبسون
كارولين سامبسون (بالإنجليزية: Carolyn Sampson)‏ هي مغنية ومغنية أوبرا بريطانية، ولدت في 18 مايو 1974 في بيدفورد في المملكة المتحدة.

## وصلات خارجية
- الموقع الرسمي
- كارولين سامبسون على موقع ميوزك برينز (الإنجليزية)
- كارولين سامبسون على موقع أول ميوزيك (الإنجليزية)
- كارولين سامبسون على موقع ديسكوغز (الإنجليزية)